# Gaggio Montano
Gaggio Montano ist eine italienische Gemeinde (comune) mit 4835 Einwohnern (Stand 31. Dezember 2023) in der Metropolitanstadt Bologna in der Emilia-Romagna. Die Gemeinde liegt etwa 47,5 Kilometer südwestlich von Bologna am Reno und grenzt unmittelbar an die Provinz Modena.

## Geschichte
Die Gemeinde hat durch mehrere Massaker der SS an der heimischen Bevölkerung im Zweiten Weltkrieg traurige Bekanntheit erlangt.

## Wirtschaft und Verkehr
In der Gemeinde entstand 1981 die Firma Saeco, die als Hersteller von Haushaltsgeräten bekannt wurde. Durch die Gemeinde führen die frühere Strada Statale 324 del Passo delle Radici sowie die Strada Statale 623 del Passo Brasa (beide sind heute Provinzstraßen). Die Strada Statale 64 Porretana bildet gemeinsam mit dem Reno die südöstliche Grenze der Gemeinde. An der Bahnstrecke Pistoia–Bologna besteht im Ortsteil Silla ein Haltepunkt.

## Städtepartnerschaft
Seit 1999 besteht eine Städtepartnerschaft zwischen Gaggio Montano und der französischen Gemeinde Sauveterre.